# Бабкино (Архангельская область)
Бабкино — деревня в Плесецком районе Архангельской области.

## География
Находится в западной части Архангельской области на расстоянии приблизительно 46 км на юго-запад по прямой от административного центра района поселка Плесецк на левом берегу реки Онега.

## История
В 1873 году здесь (деревня Пудожского уезда Олонецкой губернии было учтено 15 дворов, в 1905 — 20. До 2021 года входила в Конёвское сельское поселение до его упразднения.

## Население
Численность населения: 103 человека (1873 год), 181 (1905), 6 (русские 100 %) в 2002 году, 1 в 2010.